# Hashtag

Un esempio di #hashtag

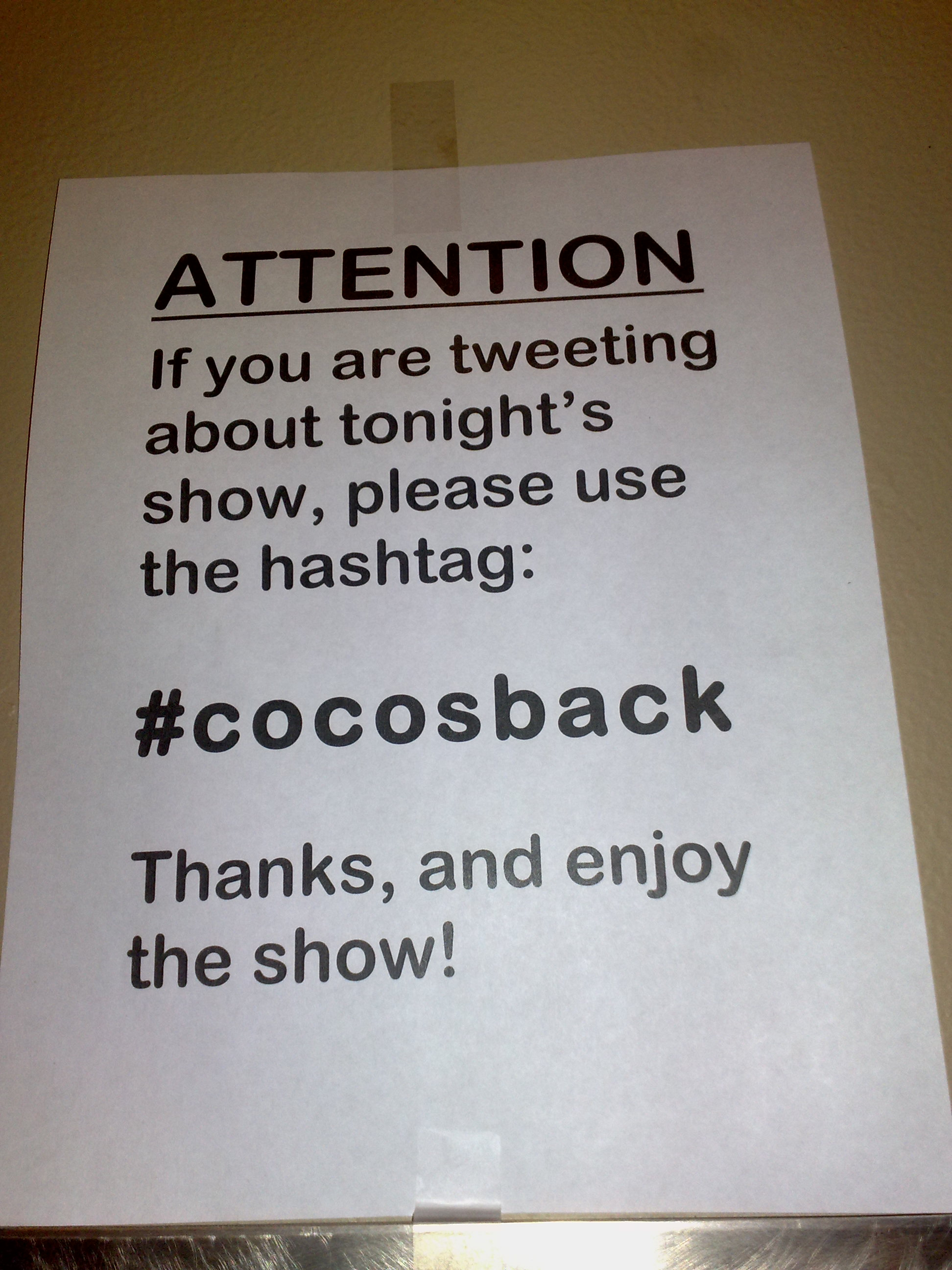
Nota informativa all'ingresso di uno spettacolo, dove viene consigliato l'uso di un hashtag.

Un hashtag è un tipo di tag metadato utilizzato su alcuni servizi web e social network come aggregatore tematico, la cui funzione è di rendere più facile per gli utenti trovare messaggi su un tema o contenuto specifico. Il termine hashtag può anche fare riferimento al simbolo cancelletto stesso, quando usato nel contesto di un hashtag.
L'hashtag, in un servizio che lo supporta, può essere creato da un utente inserendo il carattere cancelletto # davanti a una parola o a una frase del testo principale di un messaggio. La parola può essere composta da lettere, cifre e trattini bassi; non sono permessi spazi e caratteri speciali. La ricerca di un hashtag restituisce tutti i messaggi che sono stati etichettati con esso.

## Storia
La parola deriva dall'inglese hash (cancelletto) e tag (etichetta), la sua popolarità è legata all'introduzione su Twitter come caratteristica per contrassegnare parole chiave per richiamare così l'attenzione degli utenti su temi particolari. A ideare questa modalità di comunicazione fu Chris Messina, un avvocato di San Francisco che il giorno 23 agosto 2007, su Twitter, postò la frase:
(Chris Messina su Twitter)
Il primo che ne fece uso su un profilo molto seguito fu però Nate Ritter, che nell'ottobre del 2007 incluse #sandiegofire nei suoi frequenti messaggi che parlavano degli incendi che stavano colpendo la contea di San Diego. Invece a livello internazionale è diventato comune quando fu utilizzato nelle proteste in Iran durante le Elezioni presidenziali in Iran del 2009.
Twitter, che originariamente non disponeva di un servizio per raggruppare i messaggi (tweet), ha individuato l'hashtag come modalità semplice per indicizzare i contenuti, introducendo così a partire dal 1º giugno 2009 il collegamento ipertestuale sugli hashtag a tutti i messaggi recenti che citano lo stesso hashtag. Nel 2010 Twitter ha introdotto nella prima pagina i "trending topics", ossia l'elenco degli hashtag particolarmente utilizzati. Nelle pagine del supporto ufficiale di Twitter l'hashtag è indicato come metodo per creare etichette.
Nel 2012 sono stati introdotti i trending topics localizzati, che permettono la visualizzazione degli hashtag più popolari per ogni Stato.
Nel giugno 2013 gli hashtag sono stati introdotti anche su Facebook, ma al 2016 con scarso successo.
A causa della diffusione su alcuni social network, in particolare su Twitter, nel giugno 2014 il termine hashtag è stato inserito nell'Oxford English Dictionary.

### Utilizzo nei media
In tutti i Paesi del mondo dove sono diffusi i social, l'hashtag è stato introdotto ed è usato come aggregatore di interessi anche nelle principali trasmissioni televisive della televisione pubblica o privata che fanno largo uso di questa modalità di interazione in tempo reale con gli ascoltatori, che possono commentare in rete quanto appare sullo schermo televisivo. I commenti che utilizzano l'hashtag acquistano, in rete, maggior visibilità e autorevolezza, pertanto questo viene usato sempre più anche dalle grandi testate giornalistiche, oltre che dai semplici utenti, più o meno seguiti, e dai personaggi famosi.

## Funzione e uso
Gli hashtag sono utilizzati principalmente come strumenti per permettere agli utenti del web di trovare più facilmente un messaggio collegato ad un argomento e partecipare alla discussione e anche per incoraggiare a partecipare alla discussione su un argomento indicandolo come interessante. Sostanzialmente sono dei collegamenti ipertestuali che fungono da etichette.
I messaggi sui servizi come Twitter, Instagram, Google+ possono essere etichettati con l'uso di uno o più hashtag, ad esempio: "#stilografica è la mia #pennapreferita" oppure "ottimo #concertorockroma questa sera con i #rollingstones". In pratica si generano frasi formate da combinazioni di hashtag, anche molti in caso di frasi complesse. In questo modo una persona può cercare il termine "#stilografica" semplicemente cliccando sull'hashtag e la parola etichettata apparirà nei risultati di ricerca. Gli hashtag possono essere utilizzati anche per inserire post su pagine internet (es. foto di Instagram con hashtag "#milanofiera"); creando una concatenazione di termini specifici si può etichettare in modo preciso un argomento. La sintassi prevede di separare con uno spazio ogni hastag dal precedente e dal successivo; non supportano i segni di punteggiatura che interrompono l'hashtag: per esempio: "#roma #2015" è giusto, mentre "#roma#2015" è sbagliato.
Nel linguaggio dei social network e microblogging le tendenze sono gli hashtag più popolari in un certo momento (tendenze o trend), passato il quale, non sono più visualizzati o rintracciabili.

### Pronuncia
Quando si legge il metadato la parola si pronuncia combinando il nome del simbolo con quello del termine oggetto dell'identificazione. Ad esempio, "#wikipedia" si legge "hashtag wikipedia". A volte, però non è pronunciato,  esattamente come avviene con il simbolo "@" (@wikipedia semplicemente letto "wikipedia").